# چوی یونمی
چوی یونمی (Choi Eunmi) (최은미 ; متولد ۱۹۷۸) یکی از معدود رمان نویسان کره جنوبی در قرن بیست و یکم است که کیهان‌شناسی بودایی را در جهان داستانی خود گنجانده‌است.
چوی در مصاحبه ای اظهار داشت که موضوع غالب در رمان‌های او آویدیا است، یک اصطلاح بودایی که ناآگاهی را توصیف می‌کند و گذر از آویدیا پایان رنج است.

## آثار
- 『목련정전』، 문학과지성사، ۲۰۱۵년،شابک ‎۹۷۸۸۹۳۲۰۲۷۹۵۱ { لوتوس کانن. Moonji، ۲۰۱۵. }
- 『너무 아름다운 꿈』، 문학동네، ۲۰۱۳년،شابک ‎۹۷۸۸۹۵۴۶۲۱۰۲۱ { رؤیایی خیلی زیبا. Munhakdongne، ۲۰۱۳. }

## جوایز
- ۲۰۱۷: جایزه نویسندگان جوان Munhakdongne برای " Nuneuro mandeun saram " (눈으로 만든 사람 A Person Made from Snow)
- ۲۰۱۵: جایزه نویسندگان جوان Munhakdongne برای " Chang neomo gyeoul " (창 너머 겨울 زمستان آن سوی پنجره)
- ۲۰۱۴: جایزه نویسندگان جوان Munhakdongne برای " Geunlin " (근린 Vinity)
- ۲۰۰۸: جایزه ادبی هیوندای برای نویسندگان جدید برای " Ulgo ganda " (울고 간다 I Cry and Go)